# Porsuk Çayı
Der Porsuk Çayı (antiker Name: Tembris oder Thymbres) ist ein linker Nebenfluss des Sakarya im Westen der Türkei.
Der Porsuk Çayı entspringt an der Nordflanke des Murat Dağı – im äußersten Süden der Provinz Kütahya nahe dem Ort Dumlupınar. Er fließt an Altıntaş vorbei in nördlicher Richtung nach Kütahya. Etwa 30 km weiter nördlich wird der Fluss von der Porsuk-Talsperre aufgestaut. 40 km nordöstlich der Talsperre durchfließt der Porsuk Çayı die Großstadt Eskişehir. Er fließt nun im Unterlauf 150 km in östlicher Richtung, vorbei an den Ortschaften Alpu und Beylikova, bevor er schließlich 20 km nordwestlich von Polatlı in den Sakarya mündet. Der Porsuk Çayı besitzt eine Länge von 435,8 km. Er entwässert ein Areal von 11.325 km². Der mittlere Abfluss an der Mündung beträgt 16 m³/s.